# Observatorij Lowell
Koordinati: 35° 12’ 10’’ severno, 111° 39’ 52’’ zahodno
Observatorij Lowell, ozioma Lowllov observatorij (angleško Lowell Observatory; koda IAU 690) je astronomski observatorij v Flagstaffu, Okrožje Coconino, Arizona v ZDA. Observatorij je med najstarejšimi v ZDA. 21. decembra 1965 so ga proglasili za Nacionalni zgodovinski spomenik.
Izvirni 24 palčni (610 mm) daljnogled Alvana Clarka se še danes uporablja za javno izobraževanje. Na leto obišče Lowllow observatorij 70.000 obiskovalecv, ki imajo vodene dnevne izlete in gledajo nočno nebo skozi Clarkov in druge daljnoglede. Observatorij je ustanovil Percival Lowell leta 1894. Nekaj časa ga je vodil njegov bratranec Guy Lowell iz znane bostonske družine Lowllov. Trenutni upravitelj Lowllovega observatorija je William Lowell Putnam, pranečak Percivala Lowlla in sin dolgoletnega upravitelja Rogerja Putnama.
Observatorij upravlja z več daljnogledi na dveh mestih v Flagstaffu. V glavni zgradbi na Mars Hillu zahodno od središča Flagstaffa domuje Clarkov refraktor, čeprav je sedaj namenjen kot orodje za javno izobraževanje in ne raziskovanju. Daljnogled je leta 1896 za 20.000$ v Bostonu zgradil Clark in ga z vlakom dostavil v Flagstaff. Tukaj je tudi 13 palčni (330 mm) daljnogled, ki ga je leta 1930 uporabljal Tombaugh pri odkritju plutoidnega pritlikavega planeta Plutona.
Lowllov observatorij trenutno upravlja štiri raziskovalne daljnoglede na 2163 m visokem kraju Anderson Mesa, 24 km jugovzhodno od Flagsatffa in 42 palčni (1067 mm) Daljnogled Johna Halla. Lowell sodeluje s Pomorskim observatorijem ZDA (USNO) in Pomorskim raziskovalnim laboratorijem ZDA (NRL) pri Prototipnem optičnem interferometru (Navy Prototype Optical Interferometer, NPOI), ki se prav tako nahaja tukaj. Observatorij upravlja tudi manjše razikovalne daljnoglede na Mars Hillu, Avstraliji in Čilu. Trenutno v sodelovanju z Discovery Communications, Inc. gradijo 4200 mm Daljnogled Discovery Channel (DCT). Trenutno sta obe njegovi zrcali (M1 in M2) v fazi poliranja.